# 30779 Санкт-Штефан
30779 Санкт-Штефан (30779 Sankt-Stephan) — астероїд головного поясу, відкритий 17 жовтня 1987 року.
Тіссеранів параметр щодо Юпітера — 3,440.